# Trang bị thể thao

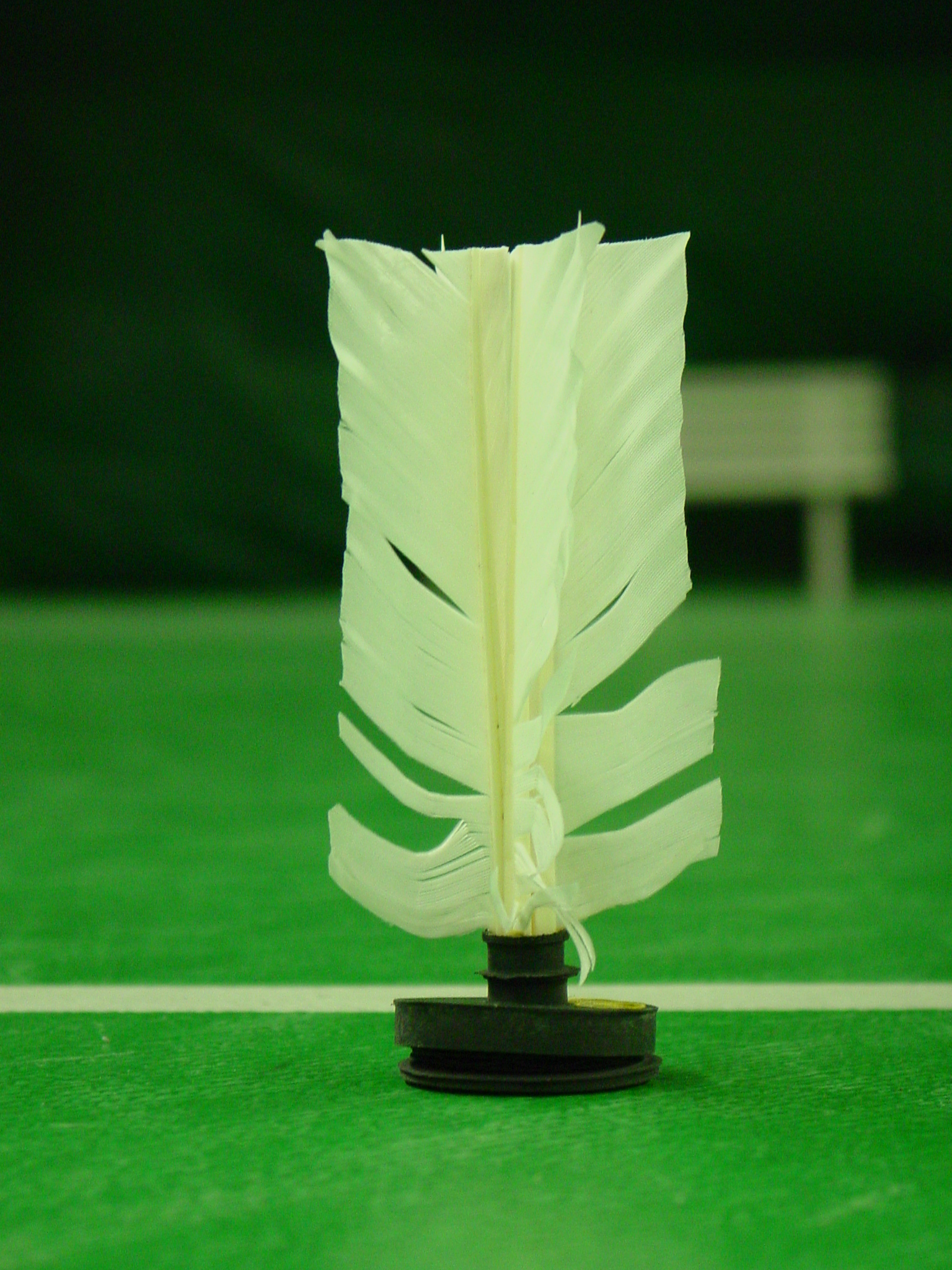
Một quả cầu trong môn đá cầu.

Trang bị thể thao hay đồ thể thao ở những nơi buôn bán, là bất kỳ đồ vật nào được sử dụng trong thể thao hoặc hoạt động thể chất.

## Trang bị cho môn thể thao

### Bóng
Quả bóng thường có hình cầu tròn hoặc cũng có thể có các hình phỏng cầu dài như trường hợp của quả bóng đá hay quả bóng rugby.

### Cần câu và đồ câu cá

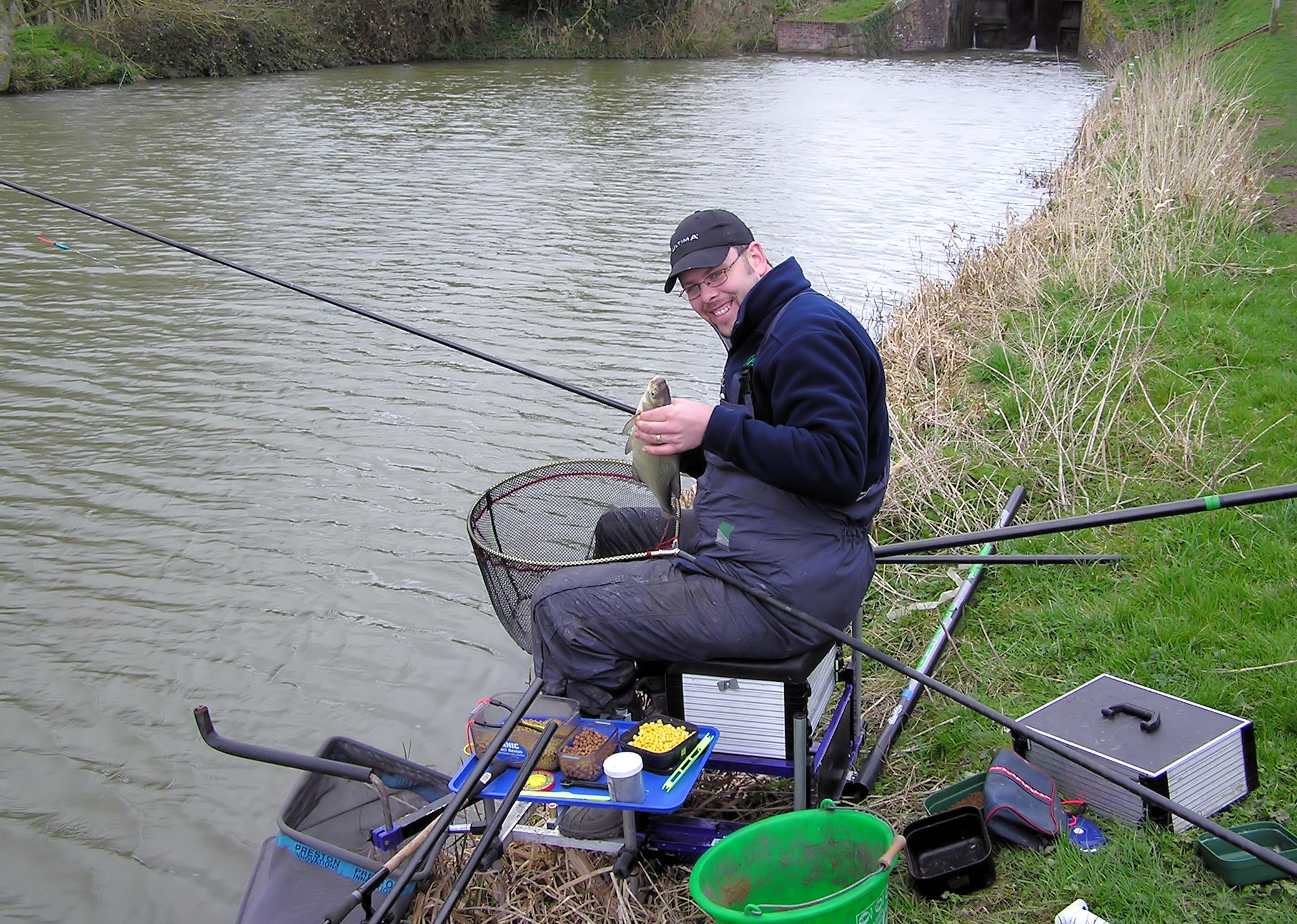
Một người câu cá trên kênh Kennet và Avon, Anh, với đồ câu (tackle) ở xung quanh

Cần câu cá và đồ câu cá chủ yếu được dùng cho việc đánh cá và câu cá thể thao.

### Cầu môn

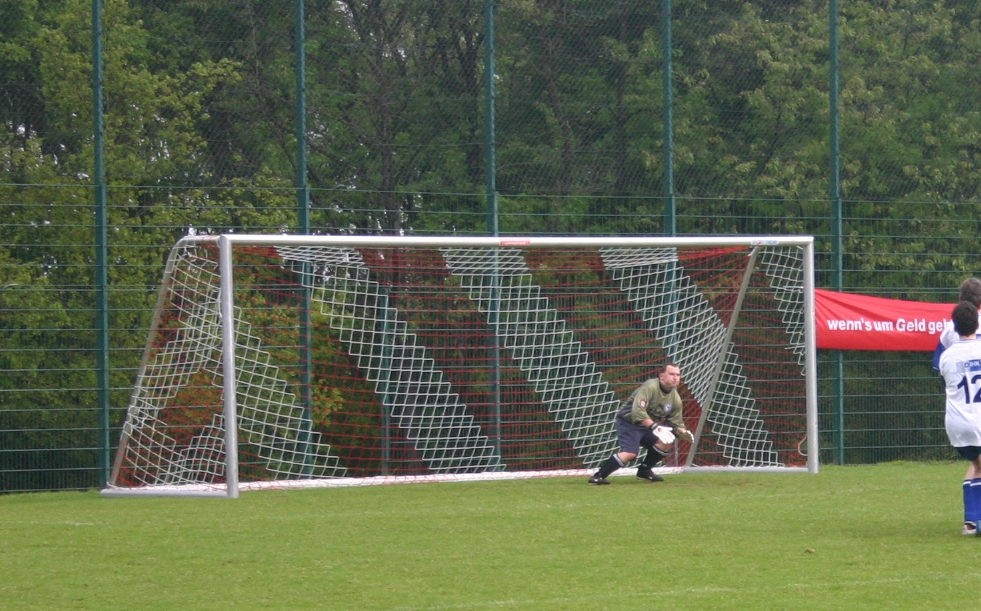
Cầu môn của môn bóng đá.

Trong nhiều môn thể thao các cầu môn hay khung thành được đặt tại hai đầu của sân chơi, gồm hai cột dọc hay các trục đứng đỡ lấy một thanh xà ngang. Trong bóng đá, bóng ném hay hockey (khúc côn cầu),..., mục tiêu là đưa quả bóng hay quả puck (của môn khúc côn cầu trên băng) lọt qua khoảng trống giữa hai cột và dưới xà ngang. Ngược lại các môn dựa trên rugby thì mục tiêu lại là đưa bóng vượt qua xà ngang.

### Đĩa bay

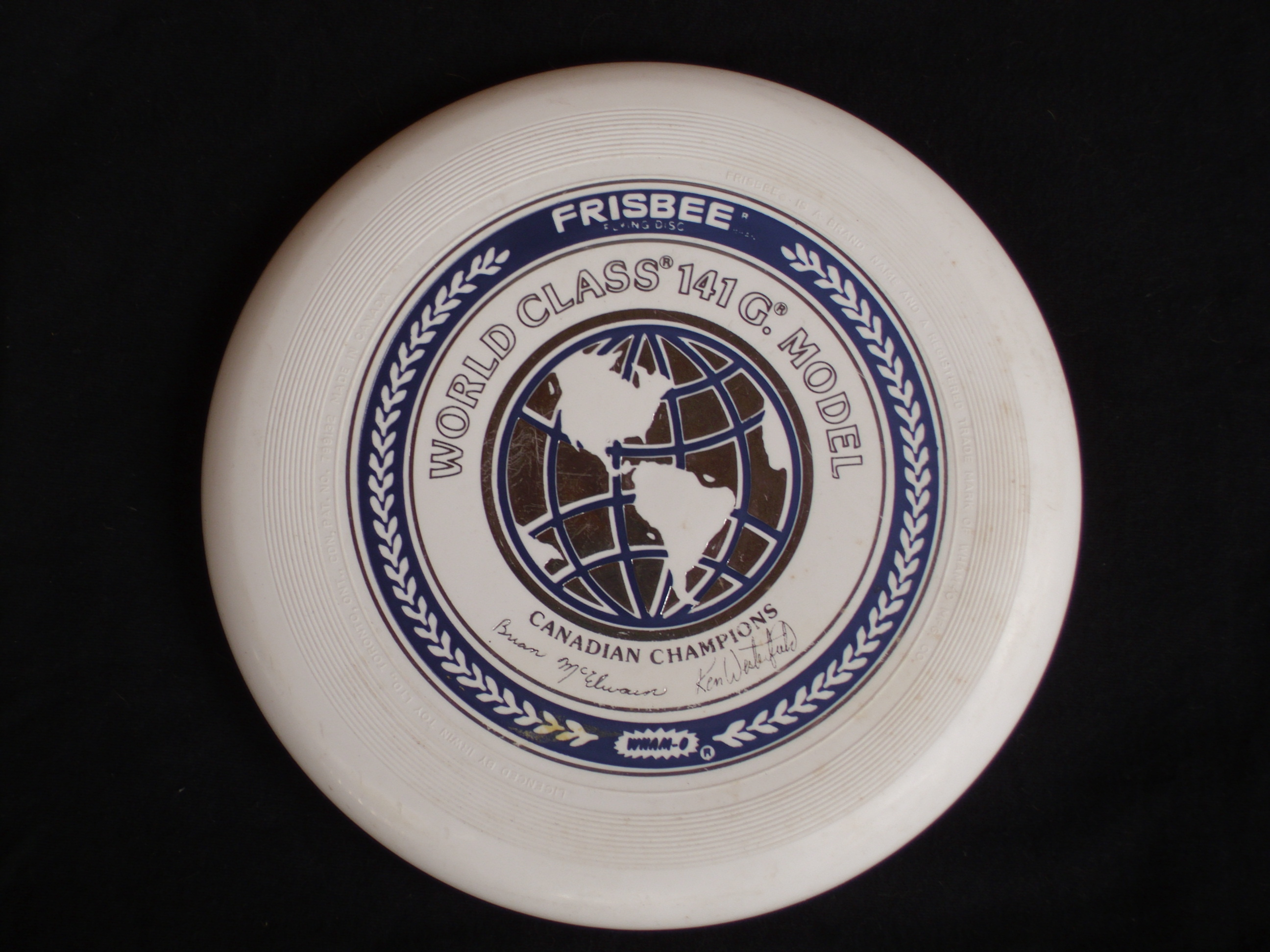
Một đĩa bay frisbee

Đĩa bay được sử dụng trong các trò chơi như đĩa bay nghệ thuật, disc golf và ultimate.

### Gậy
Trong tiếng Việt từ "gậy" dùng để chỉ chung các loại dụng cụ dài bằng gỗ hay kim loại. Có nhiều loại gậy như: gậy dùng để điều khiển bóng trong các môn khúc côn cầu và lacrosse; gậy dùng để đập bóng như bóng chày và cricket hay loại gậy trong môn golf.

### Lưới
Lưới được sử dụng với nhiều mục đích khác nhau như để chắn ngang sân thi đấu cho các môn quần vợt, bóng chuyền, bóng bàn, hay cầu lông, hoặc gắn vào khung thành của môn bóng đá và hockey hoặc rổ của môn bóng rổ và bóng lưới. Một dạng lưới khác được sử dụng cho các loại hình của môn đánh cá.

### Vợt
Vợt được dùng cho các môn thể thao dùng vợt như tennis, bóng bàn, và cầu lông.

## Trang bị cá nhân

### Trang bị cho chân

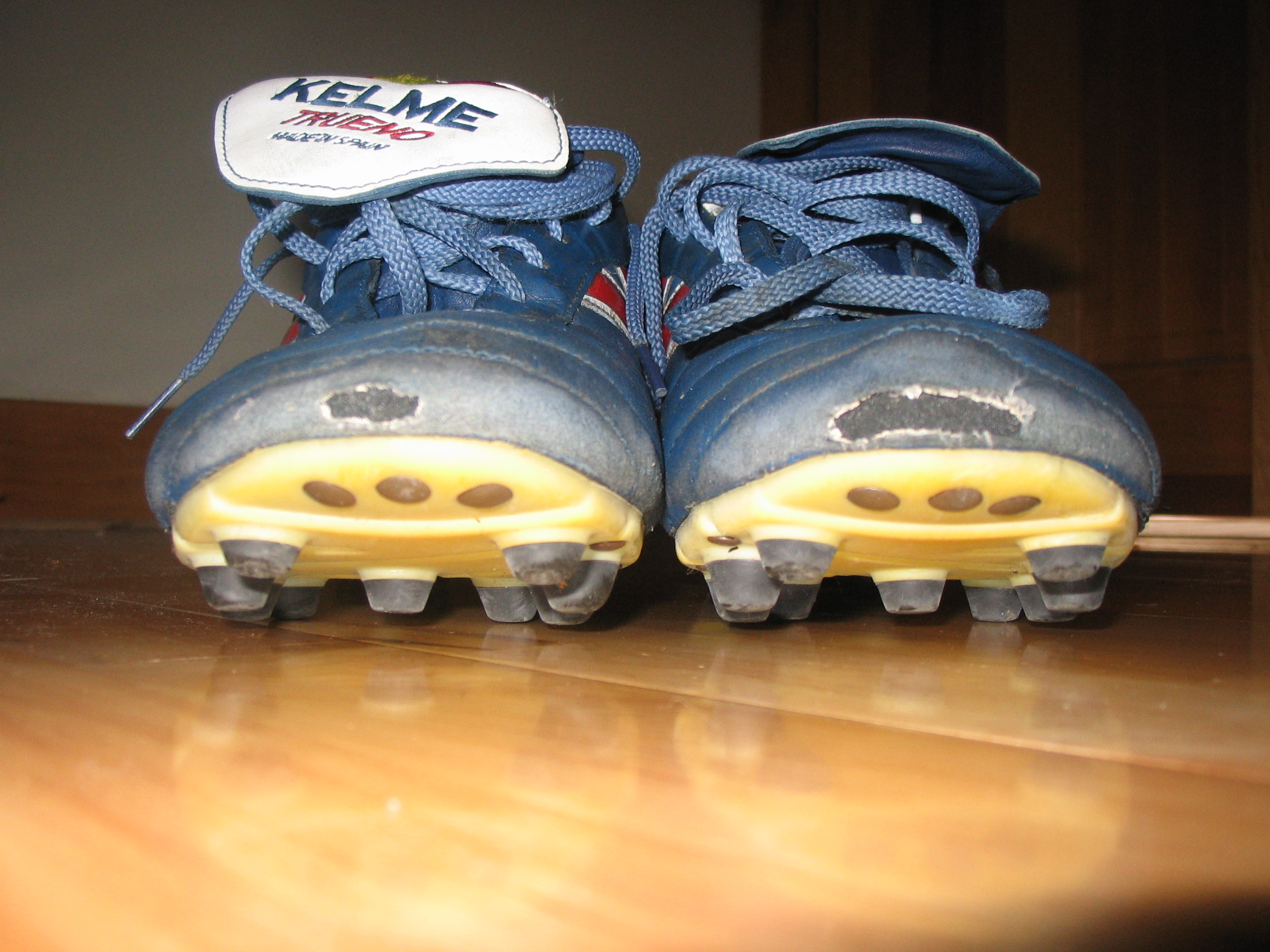
Giày đinh

- Ván trượt một (board) cho lướt sóng, trượt ván, wakeboarding và trượt ván trên tuyết
- Giày trượt cho các môn như trượt patin, trượt băng
- Ván trượt đôi (ski) cho trượt tuyết và water skiing
- Giày bóng đá và đinh
- Giày golf
- Đinh giày điền kinh
- Các bộ phận giả như chân chạy giả Cheetah Flex-Foot của Oscar Pistorius
- Giày chạy
- Giày đi bộ

### Dụng cụ bảo vệ
Các dụng cụ bảo vệ thường được các vận động viên các môn motorsport và thể thao tiếp xúc, như băng cầu và bóng bầu dục Mỹ hay các môn có tỉ lệ chấn thương cao do va chạm của người chơi hoặc với các vật khác. Bao gồm:
- Mũ bảo hiểm bóng bầu dục
- Jock strap
- Răng giả
- Bọc ống đồng
- Quần áo trượt tuyết
- Bọc khuỷu tay
- Đệm vai

### Dụng cụ tập luyện
Các ví dụ cho dụng cụ tập luyện gồm bóng tập thể dục, thanh tạ, thanh kéo xà đơn ngửa tay, dây đai cử tạ hay bench shirt cho tập luyện tập thể hình và powerlifting.

### Phương tiện di chuyển
Các phương tiện đi lại (thường là chuyên dụng) được dùng cho các môn đua như thể thao mô tô, đua xe đạp, đua thuyền buồm và lái khinh khí cầu.

## Trang bị từng môn
- Thể loại:Dụng cụ thể thao
- Điền kinh
- Trang phục bóng đá
- Trang bị bóng chày
- Trang bị leo núi đá
- Trang bị cricket
- Trang bị golf
- Trang bị khúc côn cầu trên băng
- Trang bị trượt ván trên tuyết
- Trang bị ba môn phối hợp